# Charles Victor Daremberg
Charles Victor Daremberg (Dijon, 14 de marzo de 1817 - Le Mesnil-le-Roi, 24 de octubre de 1872) fue un médico y académico francés, un importante historiador de la medicina y bibliotecario de la Académie de médecine y de la Biblioteca Mazzarino.

## Biografía
Nació en 1817 en Dijon de padres desconocidos, en la casa de una partera que lo registró solo bajo el nombre de Charles Victor.
Después de los estudios iniciales en el seminario, estudió medicina en Dijon y luego en París, donde se graduó en 1841 con una tesis, que ya prefiguraba sus intereses históricos, sobre el conocimiento de Galeno del sistema nervioso.
Daremberg enseñó historia de la medicina en la Universidad de París  e hizo numerosos viajes a los principales países europeos, incluida Italia, que visitó en compañía de Ernest Renan (los dos se encontraban en Roma y otras ciudades de Italia —incluidas Nápoles, Montecassino, Florencia— en 1849-50) en busca de manuscritos antiguos. Entre sus obras sobre historia de la medicina, además de la conocida Histoire des sciences medicales publicada en 1870, cabe destacar la colección, en colaboración con Salvatore De Renzi y August Wilhelm Henschel, de documentos y tratados de la Escuela Médica Salernitana, la primera y más importante institución médica de Europa en la Edad Media y la publicación, editada por Daremberg, acompañada de una traducción al francés, del Corpus Hippocraticum, colección de cerca de setenta obras, en parte atribuibles a Hipócrates, que tratan diversos temas, incluida la medicina, escrita en griego antiguo.
Junto con el arqueólogo francés Edmond Saglio (1828-1911), dirigió el Dictionnaire des antiquités grècques et romaines,  un repertorio monumental de la civilización greco-romana, publicado en diez volúmenes entre 1873 y 1919.
Murió en Le Mesnil-le-Roi, en Île-de-France, a los cincuenta y cinco años en 1872.

## Selección de obras

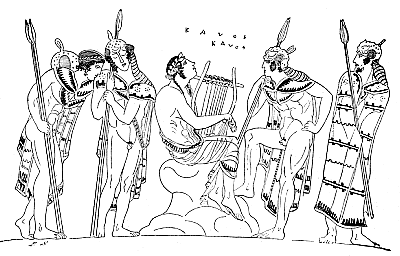
Dictionnaire des antiquités grecques et romaines: Decoración de un ánfora ática, encontrada en Gela.

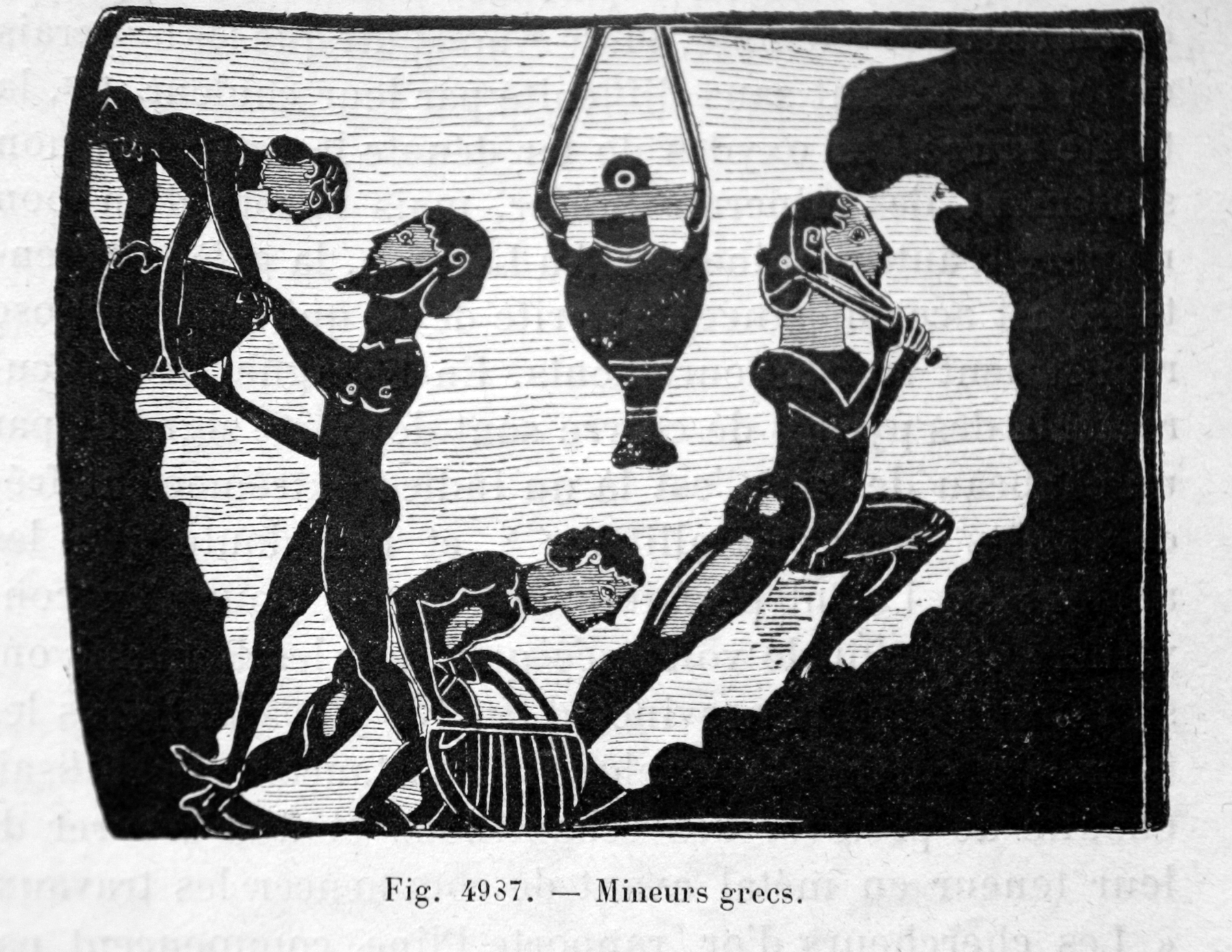
Dictionnaire des antiquités grecques et romaines: Mineros griegos. Reproducción de una tablilla de terracota de Corinto.

- Lefevre Carpentier, ed. (1843). Œuvres choisies d'Hippocrate (en italiano). Texto online de la segunda edición (1855). París.
- Essai sur la détermination et les caractères des périodes de lʹhistoire de la médecine (en francés). París: Baillière. 1850.
- Collectio Salernitana, ossia Documenti inediti e trattati di medicina appartenenti alla Scuola medica salernitana, 5 vol. (en italiano). Nápoles: Sebezio. 1852-1859.
- Labé, ed. (1855). Œuvres choisies d'Hippocrate, traduites sur les textes manuscrits et imprimés, accompagnées d'arguments, de notes et précédées d'une introduction générale, par le Dr. Ch. Daremberg, bibliothécaire de la Bibliothèque Mazarine, bibliothécaire honoraire de l'Académie de médecine, [...] (en francés). Paris.
- La médecine dans Homère ou Études d'archéologie sur les médecins, l'anatomie, la physiologie, la chirurgie, et la médecine dans les poèmes homériques (en francés). Texto en línea. París: Librairie Académique Didier. 1865. Consultado el 29 de abril de 2018.
- La médecine : histoire et doctrines, Paris, Librairie Académique Didier, 1865. Testo online.
- Baillière, ed. (1867). Recherches sur l'état de la médecine durant la période primitive de l'histoire des Indous (en francés). París.
- Baillière, ed. (1870). Histoire des sciences médicales : comprenant l'anatomie, la physiologie, la médecine, la chirurgie et les doctrines de pathologie générale depuis les temps historiques jusqu'a Harvey', 2 voll. (en francés). París.
- Dictionnaire des antiquités grecques et romaines d'après les textes et les monuments, contenant l'explication des termes qui se rapportent aux mœurs, aux institutions, à la religion, aux arts, aux sciences, au costume, au mobilier, à la guerre, à la marine, aux métiers, aux monnaies, poids et mesures, [...], et en général à la vie publique et privée des anciens (en francés). París: Hachette. 1873-1919.